# Johan Carl Krauss
Johan Carl Krauss, född 6 oktober 1759 i Öhringen, Tyskland, död 19 mars 1826 i Leiden, Nederländerna, var en tyskfödd botaniker, taxonom och professor i medicin vid Universitetet i Leiden. 
Han var även författare till flertalet böcker inom botanik.
Auktorsnamnet Krauss kan användas för Johan Carl Krauss i samband med ett vetenskapligt namn inom botaniken; se Wikipediaartiklar som länkar till auktorsnamnet.

## Galleri

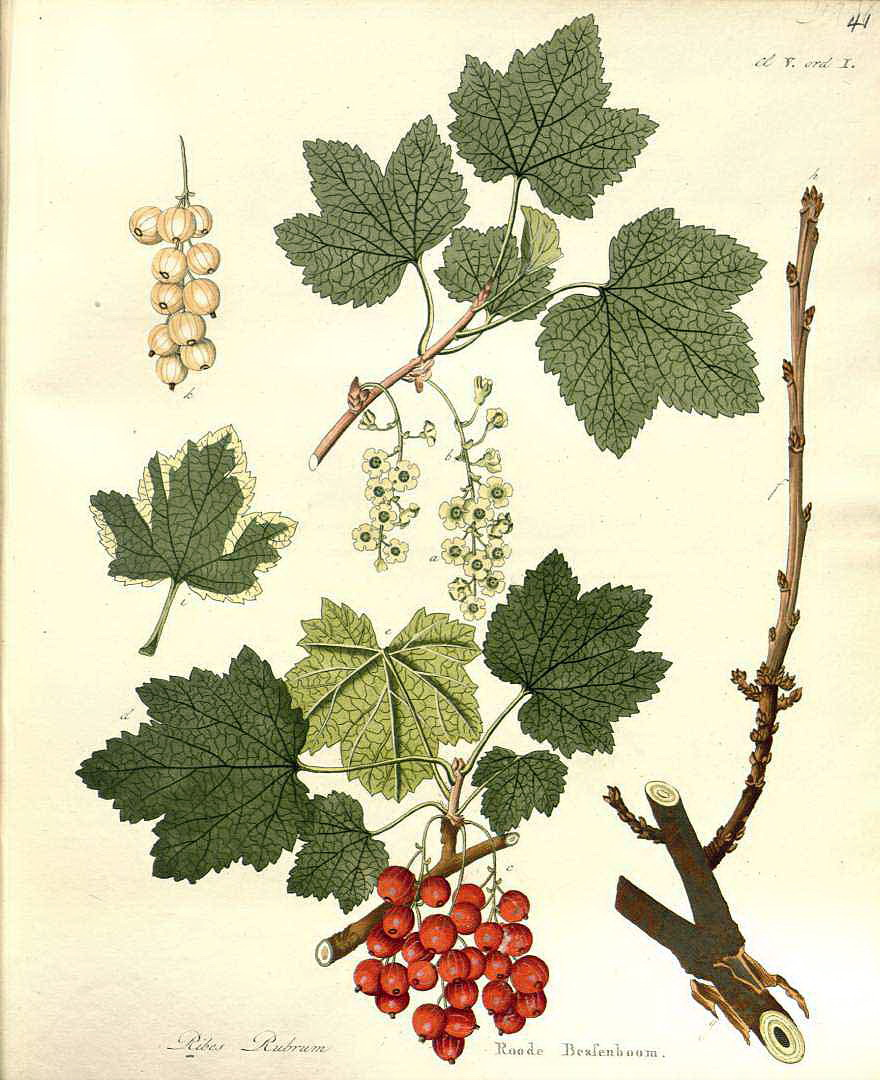
Ribes rubrum
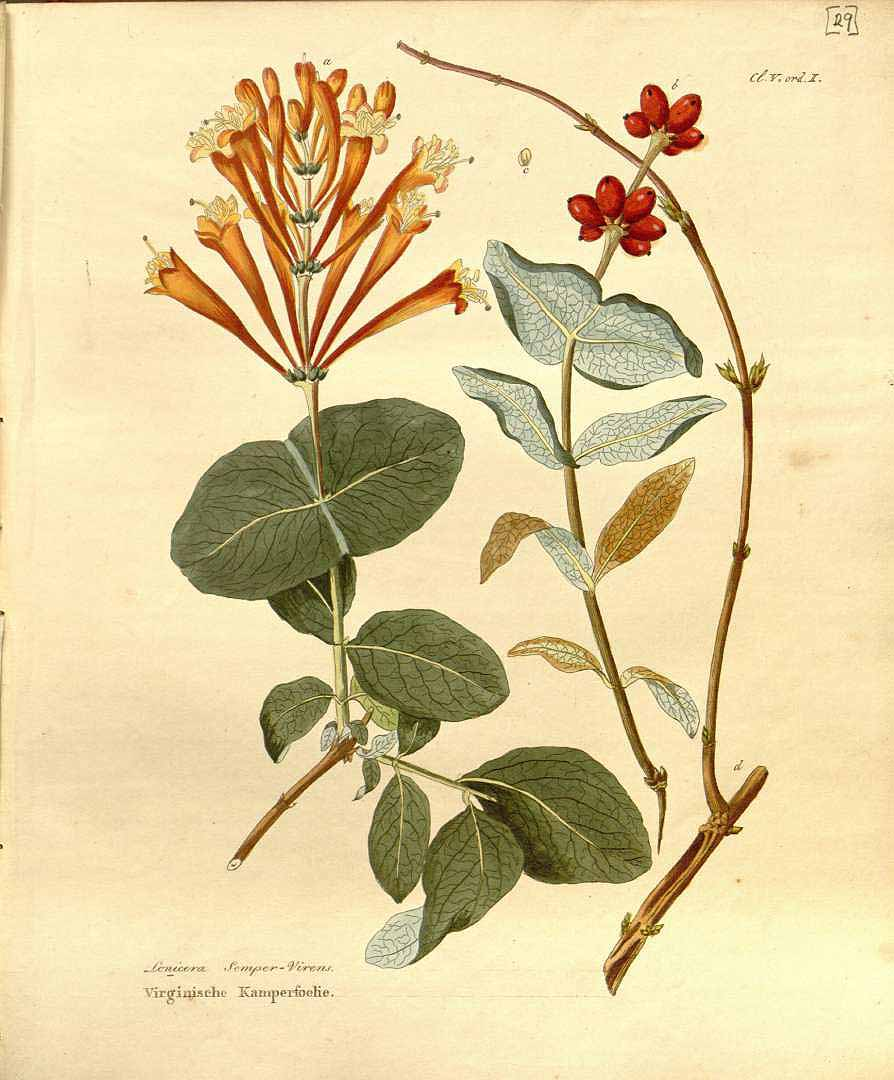
Lonicera sempervirens